# Chính sách thị thực của Belarus
xxxx300px|thumbnail|Thị thực Belarus với dấu nhập và xuất cảnh được cấp cho công dân của Singapore]]
Du khách đến Belarus phải xin thị thực từ một trong những phái bộ ngoại giao của Belarus trừ khi họ đến từ một trong những quốc gia được miễn thị thực hoặc thị thực của họ đã được phê duyệt từ trước để lấy tại cửa khẩu.

## Bản đồ chính sách thị thực

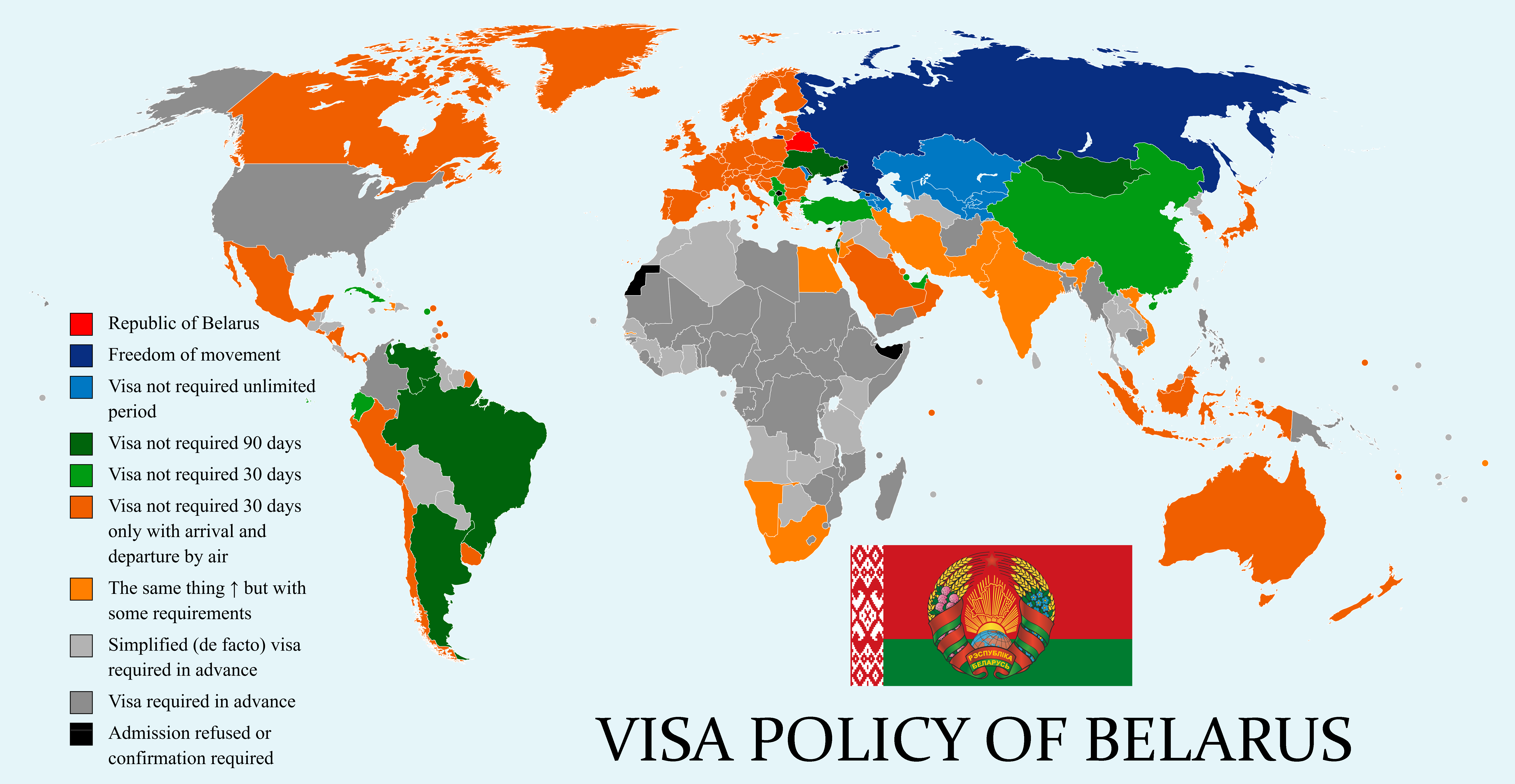
Chính sách thị thực của Belarus
Belarus
Miễn thị thực tại mọi cửa khẩu quốc tế
Được miễn thị thực theo các điều khoản miễn thị thực địa phương
Được miễn thị thực theo các điều khoản miễn thị thực địa phương nếu sở hữu thị thực nhập cảnh nhiều lần của một quốc gia thành viên EU hoặc Schengen
Miễn thị thực với người có thư mời hoặc chứng từ du khách
Cần xin thị thực từ trước

## Miễn thị thực
Công dân của 25 quyền hạn pháp lý sau có thể đến Belarus không cần thị thực:
| - Armenia - Azerbaijan - Gruzia - Kazakhstan - Kyrgyzstan | - Moldova - Nga - Tajikistan - Uzbekistan |  |

| - Argentina 1 - Brasil 1 - Israel 2 | - Mông Cổ 1 - Ukraina 2 - Venezuela |  |

| - Cuba - Ecuador - Qatar - Macao 1 2 - Macedonia 3 | - Montenegro 3 - Serbia - Thổ Nhĩ Kỳ - Các Tiểu vương quốc Ả Rập Thống nhất |  |

| - Hồng Kông |

Nhóm đi theo tour
Công dân của  Trung Quốc có thể đến Belarus không cần thị thực nếu đi với tư cách là du khách (từ 5 người trở lên) được tổ chức bởi một đại lý du lịch được chỉ định.
Hộ chiếu không phổ thông
Người sở hữu hộ chiếu ngoại giao hoặc công vụ của Bosna và Hercegovina, Trung Quốc, Ecuador, Ai Cập, Hungary, Ấn Độ, Indonesia, Iran, Lào, Bắc Triều Tiên, Peru, Romania, Slovakia, Nam Phi, Hàn Quốc, Sri Lanka, Syria, Thái Lan, Uruguay và Việt Nam và người sở hữu hộ chiếu ngoại giao của Ba Lan.
Thỏa thuận miễn thị thực được ký với Singapore năm 2013 nhưng chưa được thông qua.
Công dân  Trung Quốc sở hữu hộ chiếu làm việc công được miễn thị thực 30 ngày.
Yêu cầu thêm
Tất cả du khách cần phải có bảo hiểm y tế.
Tương lai
Một thỏa thuận giữa Belarus và  Chile về miễn thị thực song phương đối với hộ chiếu ngoại giao và công vụ được ký vào tháng 11 năm 2016 và chưa được thông qua.
Một sự đồng thuận giữa Belarus và  Trung Quốc về việc miễn thị thực song phương đã được đưa ra vào tháng 5 năm 2017. Điều tương tự cũng đạt được với  Uruguay vào tháng 11 năm 2017.

## Miễn thị thực theo các điều khoản miễn thị thực địa phương

### Miễn thị thực tại sân bay quốc gia Minsk
Vào ngày 9 tháng 1 năm 2017 Tổng thống Belarus ký sắc lệnh về "Miễn thị thực với người nước ngoài". Sắc lệnh ngày cho phép miễn thị thực Belarus trong khoảng thời gian không quá 5 ngày đối với công dân của các quyền lực pháp lý sau nếu nhập cảnh tại sân bay quốc tế Minsk (trừ những chuyến bay đến và đi từ các sân bay của Nga). Du khách cũng phải xuất cảnh từ sân bay quốc gia Minsk, (ví dụ) không được phép xuất cảnh bằng tàu. Không có giới hạn về số lần nhập cảnh miễn thị thực. The decree came into force on ngày 12 tháng 2 năm 2017.
| - Tất cả công dân Liên minh Châu Âu1 \| - Úc - Albania - Andorra - Antigua và Barbuda - Barbados - Bahrain - Bosna và Hercegovina - Canada - Chile - Trung Quốc2 - Dominica - El Salvador - Gambia2 - Haiti2 - Honduras2 - Hồng Kông - Iceland \| - Ấn Độ2 - Indonesia - Nhật Bản - Hàn Quốc - Kuwait - Liban2 - Liechtenstein - Macedonia - Malaysia - Dòng Chiến sĩ Toàn quyền Malta - Micronesia - Mexico - Monaco - Namibia2 - New Zealand - Nicaragua - Na Uy \| - Oman - Panama - Peru - Saint Vincent và Grenadines - Samoa2 - San Marino - Ả Rập Xê Út - Seychelles - Singapore - Thụy Sĩ - Hoa Kỳ - Uruguay - Vanuatu - Thành Vatican - Việt Nam2 \| \| | | |  |
| - Úc - Albania - Andorra - Antigua và Barbuda - Barbados - Bahrain - Bosna và Hercegovina - Canada - Chile - Trung Quốc2 - Dominica - El Salvador - Gambia2 - Haiti2 - Honduras2 - Hồng Kông - Iceland | - Ấn Độ2 - Indonesia - Nhật Bản - Hàn Quốc - Kuwait - Liban2 - Liechtenstein - Macedonia - Malaysia - Dòng Chiến sĩ Toàn quyền Malta - Micronesia - Mexico - Monaco - Namibia2 - New Zealand - Nicaragua - Na Uy | - Oman - Panama - Peru - Saint Vincent và Grenadines - Samoa2 - San Marino - Ả Rập Xê Út - Seychelles - Singapore - Thụy Sĩ - Hoa Kỳ - Uruguay - Vanuatu - Thành Vatican - Việt Nam2 |  |

1 Bao gồm người định cư không phải công dân của  Estonia và  Latvia.
2 Chỉ nếu sở hữu thị thực nhập cảnh nhiều lần (thị thực loại 'C' hoặc 'D') từ một quốc gia thành viên Liên minh Châu Âu hoặc Schengen, một dấu nhập cảnh từ một trong các quốc gia này và một vé máy bay rời khỏi Belarus từ sân bay quốc gia Minsk có hiệu lực. Thẻ cư dân EU không được chấp nhận trong trường hợp này.

## Chính sách qua lại
Công dân Belarus được miễn thị thực với đa số các quốc gia họ miễn thị thực ngoại trừ Các Tiểu vương quốc Ả Rập Thống nhất.

## Thống kê du khách
Hầu hết du khách đến Belarus đều đến từ các quốc gia sau:
| Country | 2013      |
| ------- | --------- |
| Ukraina | 1.412.980 |
| Nga     | 1.107.571 |
| Litva   | 863.730   |
| Ba Lan  | 362.452   |
| Moldova | 180.109   |
| Latvia  | 145.452   |
| Đức     | 33.416    |
| Tổng    | 4.445.018 |